# Lapin Kokkajärvi
Lapin Kokkajärvi är en sjö i Kiruna kommun i Lappland och ingår i Torneälvens huvudavrinningsområde. Sjön har en area på 0,305 kvadratkilometer och ligger 346,2 meter över havet. Lapin Kokkajärvi ligger i Torneträsk-Soppero fjällurskog Natura 2000-område.

## Delavrinningsområde
Lapin Kokkajärvi ingår i det delavrinningsområde (753463-175287) som SMHI kallar för Ovan Ripakkajoki. Medelhöjden är 354 meter över havet och ytan är 48,93 kvadratkilometer. Räknas de 2 avrinningsområdena uppströms in blir den ackumulerade arean 130,9 kvadratkilometer. Ounisjoki som avvattnar avrinningsområdet har biflödesordning 2, vilket innebär att vattnet flödar genom totalt 2 vattendrag innan det når havet efter 323 kilometer. Avrinningsområdet består mestadels av skog (38 procent) och sankmarker (59 procent). Avrinningsområdet har 1,26 kvadratkilometer vattenytor vilket ger det en sjöprocent på 2,6 procent.